# Iranotherium morgani
Espèce
Synonymes
- Rhinoceros morgani Mecquenem, 1908[1]

Iranotherium morgani est une espèce éteinte de Rhinocerotidae qui vivait en Iran au Miocène. C'est le seul membre du genre Iranotherium.

## Étymologie
Son nom spécifique, morgani, lui a été donné en l'honneur de Jacques de Morgan (1857-1924), le prédécesseur de l'auteur sur les fouilles de Suse.